# Asperula nitida
Asperula nitida är en måreväxtart som beskrevs av James Edward Smith. Asperula nitida ingår i släktet färgmåror, och familjen måreväxter.

## Underarter
Arten delas in i följande underarter:
- A. n. hirtella
- A. n. mytilinica
- A. n. nitida
- A. n. subcapitellata